# کیسه‌ماهی گهات
کیسه‌ماهی گهات (نام علمی: Hemibagrus punctatus) نام یک گونه از سرده کیسه‌ماهی‌های خاوردور است.